# جان توو
جان توو (انگلیسی: John Thow; ۶ اکتبر ۱۹۴۹ – ۱ ژانویهٔ ۲۰۰۷) آهنگساز اهل ایالات متحده آمریکا بود.
وی همچنین برندهٔ جوایزی همچون برنامه فولبرایت و کمک‌هزینه گوگنهایم شده‌است.